# Paul Johann Anselm Ritter von Feuerbach
Paul Johann Anselm Ritter von Feuerbach (Hainichen, 14 novembre 1775 – Francoforte sul Meno, 29 maggio 1833) è stato un giurista tedesco.
Lasciò l'insegnamento per la burocrazia statale, fece abolire la tortura e avanzò ardite innovazioni nei codici penali. Padre del filosofo Ludwig Feuerbach e del matematico Karl Feuerbach. Contribuì all'unificazione nazionale con lo scritto Über deutsche Freiheit (Sulla libertà tedesca, 1814). Noto anche per il suo libro Kaspar Hauser, un delitto esemplare contro l'anima, nel quale sostenne che Kaspar fosse l'erede legittimo della famiglia Baden ma fu tolto di mezzo dai conti Hochberg per spezzare la linea dinastica maschile e subentrare al potere (pag. 144), lo stesso Feuerbach morì misteriosamente nel medesimo anno di Kaspar manifestando tutti i sintomi di avvelenamento arsenicale, a detta del medico Daumer (nota di Geminello Alvi, idem. pag. 210).

## Vita e opere principali
Nato a Hainichen, vicino a Jena, il 14 novembre 1775, fu il primo figlio – illegittimo – di Johann Anselm Feuerbach (19 febbraio 1755 – 1º marzo 1827) e di Sophie Sibylle Christina Krause (18 agosto 1751 – 20 settembre 1797). Compì i primi studi a Francoforte sul Meno, dove la sua famiglia si era trasferita poco dopo la sua nascita quando il padre cominciò a lavorare come avvocato in quella città dopo aver terminato i propri studi universitari a Giessen. Conclusi i primi studi classici, all'età di sedici anni fece ritorno a Jena, dove frequentò la facoltà di filosofia. Laureatosi con merito nel 1795, si iscrisse alla facoltà di legge. Terminati gli studi universitari, iniziò la carriera accademica lavorando nella facoltà di Jena (1799), Kiel (1802) e Landshut, dove nel 1804 ricevette l'incarico di lavorare a un nuovo codice penale per la regione della Baviera. 
Nel 1805 si trasferì a Monaco di Baviera, dove lavorò direttamente al progetto sotto il coordinamento del Ministro di Giustizia.
Il codice penale bavarese (Strafgesetzbuch für das Königsreich Bayern), promulgato il primo ottobre 1813, è diretta espressione della concezione del diritto penale di cui Feuerbach si fece promotore e dei suoi spunti illuminati. Due sono i concetti chiave: la funzione deterrente della pena e l'affermazione del principio di legalità della legge penale. Il codice prevedeva l'abolizione di pene feroci, la secolarizzazione del diritto, l'esclusione della punizione giuridica delle mere violazioni della legge morale, e attuava il principio della certezza del diritto e dello Stato di diritto in campo penale. L'influenza del suo lavoro fu immediatamente notevole. A titolo di esempio si ricorda che venne preso a modello per i nuovi codici del Württemberg e venne adottato integralmente nel Granducato di Oldenburg.
Feuerbach prese a cuore anche la causa dell'unità tedesca e nel 1814 pubblicò a Lipsia Über deutsche Freiheit und Vertretung deutscher Völker durch Landstände. Morì il 29 maggio 1833 a Francoforte sul Meno.

## Famiglia
Feuerbach ebbe cinque figli e tre figlie: Joseph Anselm Feuerbach (1798–1851), Karl Wilhelm Feuerbach (1800–1834), Eduard August Feuerbach (1803-1843), Ludwig Andreas Feuerbach (1804–1872), Heinrich Friedrich Feuerbach (1806–1880), Rebecca Magdalena (1808–1891), Leonore Feuerbach (1809-1885) e Elise Feuerbach (1813–1883).